# Punto único de fallo

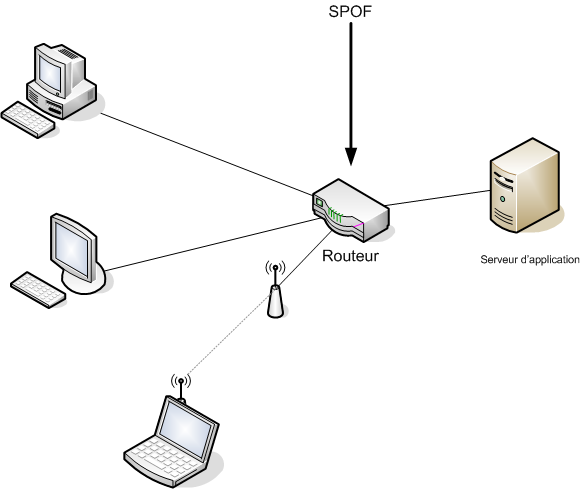
Un enrutador podría comportarse como un SPOF en una red de comunicación entre computadoras.

Un punto único de fallo o punto de fallo único (en inglés: single point of failure, abreviado SPOF) es un componente de un sistema que tras un fallo en su funcionamiento ocasiona un fallo global en el sistema completo, dejándolo inoperante. Un SPOF puede ser un componente de hardware, software o eléctrico.
Para garantizar la inexistencia de un SPOF en un sistema, todos sus componentes suelen ser redundados, conformando así un sistema de alta disponibilidad, que garantiza el correcto funcionamiento aún en caso de que alguno de sus componentes falle.

### Conceptos relacionados
- Bus factor, una medida del riesgo de perder recursos humanos vitales para un proyecto.
- Ingeniería de fiabilidad, subdisciplina de la ingeniería de sistemas que pone énfasis en la capacidad de los equipos físicos de funcionar sin fallos.
- Sistema redundante, sistema en que se repiten componentes para asegurar su funcionamiento aun en caso de uno falle.

### En la literatura
- Hamartia, error fatal del héroe en la tragedia griega.
- Talón de Aquiles, único punto vulnerable del héroe mitológico Aquiles.